# バーバリアンズ
バーバリアン・フットボール・クラブ（英語: Barbarian Football Club）とは、ホームグラウンドを持たず、数名の役員によって、試合ごと・ツアーごとに選出・招待された世界の一流選手で編成される伝統あるラグビーユニオンクラブ。 通常、バーバリアンズ（Barbarians）と呼ばれる。愛称はバーバーズ（"Baa-Baas"）。バーバリアンは「野蛮人」を意味する。

## 概要

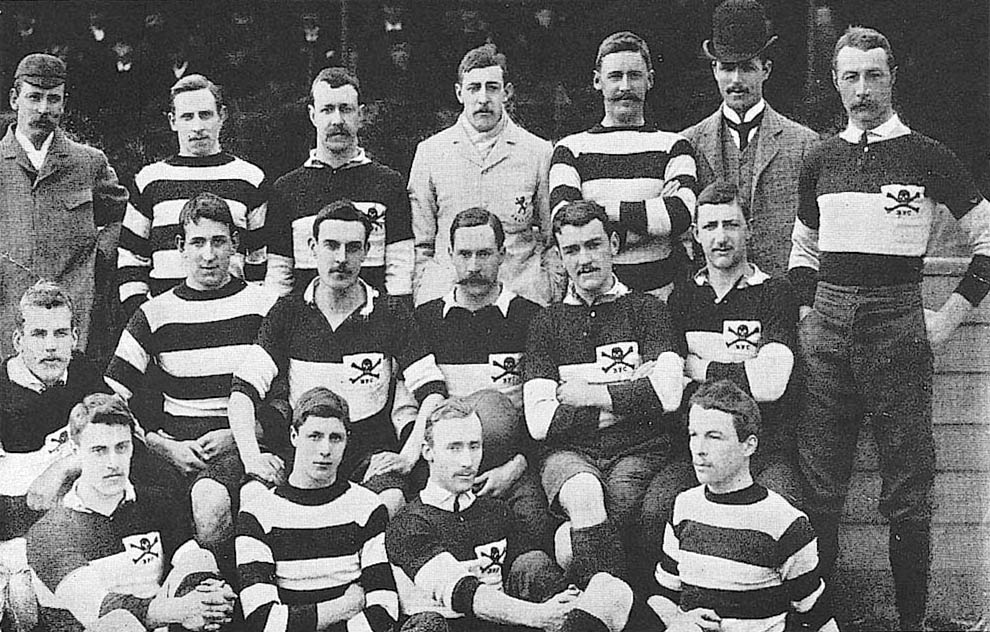
1891年4月1日（ドクロのエンブレムが使われていた）

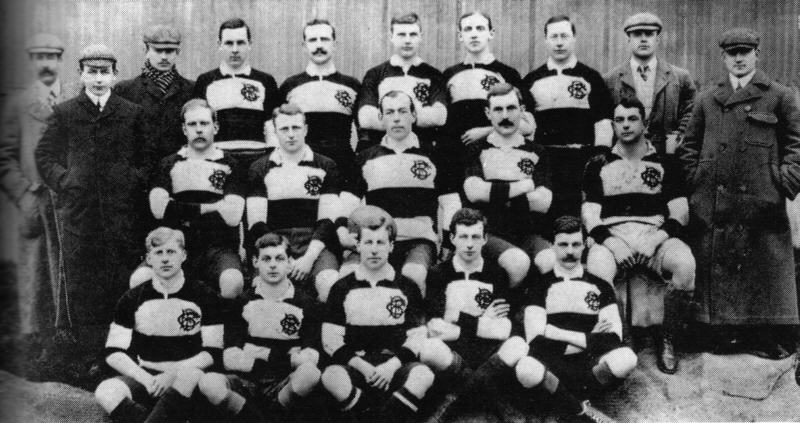
1904年4月5日（現在とほぼ同じエンブレム）

1890年にイングランド人ウィリアム・パーシー・カープメイル（William Percy Carpmael）によって発案され創設された招待クラブである。遠征や試合のときにだけ世界各国から選手が招待されチームを編成する。世界選抜チーム同様のスター選手が揃う。
メンバーには、国代表に選ばれたことのないノンキャップ選手を最少1人加える伝統がある。
ジャージは黒と白の太い段柄で、胸にBarbarian Football Clubの頭文字B、F、Cを重ねたエンブレムを配置。
ソックスも黒と白の段柄のものが存在するが、実際の試合では 各選手が所属しているチームや出身校のソックスを着用することが伝統となっている。片脚ずつ別のソックスを着用する選手が多い。
攻撃的なオープンラグビーをすることをモットーとし、主に英国に遠征してきた強豪国代表と試合をするほか、名門クラブとの定期戦、またチャリティーマッチも行う。

## 歴史
1973年1月27日、ブリテン諸島へ遠征したニュージーランド代表（オールブラックス）が、遠征最後の試合でバーバリアンズと対戦（en:Barbarians vs New Zealand, 1973）。オールブラックスにゴール5m前まで攻められた後、最終的にバーバリアンズのガレス・エドワーズが決めたトライが、「ラグビー史上最高のトライ」（The Greatest Try of All Time、The Greatest Try Ever Scored）と呼ばれている。
1996年には、「阪神・淡路大震災復興支援ラグビー国際親善試合」として、チャリティーマッチ開催のために来日した。6月2日に西京極陸上競技場兼球技場で関西代表と対戦し、66-76で関西代表が勝利。6月5日に神戸総合運動公園陸上競技場で神戸製鋼と対戦し、43-63で神戸製鋼が勝利した。 
2011年から、イギリスの資産管理会社Killik&Coがスポンサーになり、同年11月26日以降、年1回程度のペースで「Killik Cup（キリックカップ）」として開催し、勝者にトロフィーが授与されている。 
2013年にバーバリアンズは、オーストラリア遠征中のブリティッシュ・アンド・アイリッシュ・ライオンズと香港で試合を行い、ライオンズにとっては初のアジアでの試合となった。
2017年には初めて女子バーバリアンズ（Barbarians Women）を結成し、2019年から国際試合も始まった。
新型コロナウイルス感染症の世界的流行のため、2020年6月21日開催予定のイングランドXV戦が延期。あらためて10月25日に、トゥイッケナム・スタジアムで定員の約4分の1にあたる2万人を入場者上限にして行われる予定だった。しかし、10月20日から21日にかけて、新型コロナウイルス対策として宿泊場所から外出禁止であるにもかかわらず、バーバリアンズの選手13名が無許可で外出のうえ飲食をした。さらにこの件に関する調査への虚偽報告も新たに発覚したため、2日前の10月23日に試合中止が決定した。イングランドラグビー協会（RFU）は、違反した各選手に対し、最大4週間の出場停止、最大2週間分の収入に相当する罰金、最大60時間の社会奉仕活動の義務などの処分を下した。
2021年11月27日のトゥイッケナム・スタジアム（ロンドン）では、14時30分からの男子の試合の後に、17時15分から女子チームの試合をするバーバリアンズのダブルヘッダーが組まれた。男子のサモア戦は、試合前の新型コロナウイルス検査でバーバリアンズの選手・スタッフから6名の陽性が判明。キックオフ90分前に試合中止になった。男子の中止決定後、まだ観客席の入りがまばらの中、サモア代表だけでフィールドに整列し、国歌演奏とハカ（シヴァタウ）の披露を行った。男子チームのキックオフ時刻に、女子の南アフリカXV戦を繰り上げて開始した。

## 類似チーム

### ○○バーバリアンズ
招待制で試合のたびに結成されるバーバリアンズのコンセプトは様々なチームに使われ、「○○バーバリアンズ」と名乗ることがあるが、いずれもバーバリアンズとは関係ない。
1980年に、フランスラグビー連盟に所属する選手から構成するフレンチ・バーバリアンズが誕生。現在も活発に活動しており、日本代表とは1985年10月23日、「リポビタンDチャレンジ2012」として2012年6月20日 と 同6月24日、そして同11月25日の計4回にわたり戦っている（いずれもフレンチ・バーバリアンズの勝利）。
日本では、ワールドカップ2007に向けた日本代表の壮行試合の相手として、アジア・バーバリアンズという名でアジア選抜チームが編成され、2007年8月10日に試合を行った。10-69で日本代表が勝利した。
2020年1月25日、ミクニワールドスタジアム北九州で、スーパーラグビーの日本チームであるサンウルブズと対戦するために、九州・関西協会の社会人チームを中心に「チャレンジバーバリアンズ」が結成された。選手はコカ・コーラレッドスパークス、マツダブルーズーマーズ、豊田自動織機シャトルズ、九州電力キューデンヴォルテクス、近鉄ライナーズ、栗田工業ウォーターガッシュから集められた。81-28でサンウルブズが勝利。
2023年5月24日、来日しているニュージーランド大学選抜（NZU）と対戦するために、JAPAN RUGBY LEAGUE ONEの阪神地区3チーム（コベルコ神戸スティーラーズ、花園近鉄ライナーズ、NTTドコモレッドハリケーンズ大阪）が「阪神バーバリアンズ」を編成した。52-38で阪神バーバリアンズが勝利。
ほかに、1937年にニュージーランド・バーバリアンズ、1957年にオーストラリアンバーバリアンズ、1960年に南アフリカ・バーバリアンズ、1968年にブリュッセル・バーバリアンズ、2006年にフィジー・バーバリアンズがそれぞれ誕生している。
2025年4月5日、U23日本代表はオーストラリアンバーバリアンズと対戦し、43-31で勝利した。

### 世界選抜（World XV）
ワールドラグビーおよび各国ラグビー協会の企画により、招待選手で構成されるチームがある。これを「世界選抜」「World XV（ワールド・フィフティーン）」「World 15」と呼び、クラブチームであるバーバリアンズ（Barbarians）とは異なる。
世界選抜は、国の代表チームとの強化試合、壮行試合、記念試合のために結成されることが多い。
日本代表は、これまで3回、世界選抜チームを日本に招待して対戦している。2015年8月に、秋のワールドカップ2015に向けて対戦。2017年10月に「ジャパンラグビーチャレンジマッチ2017」として、2018年10月には「ジャパンラグビーチャレンジマッチ2018」として戦った。いずれもキャップ非対象試合であるため、この時の日本代表チームを「日本代表XV」と表記することがある。
バーバリアンズ自体を「世界選抜」と称して報道されることもあるが、上述のとおり、誤りである。
2023年5月28日、バーバリアンズと世界選抜とがトゥイッケナム・スタジアム（ロンドン）で対戦した。

### 日本のクラブチーム
バーバリアンズの名称は愛され、さまざまなクラブチーム名や、合同チーム名として使われている。
- 北海道バーバリアンズ - 札幌市を拠点とする[40]。1975年創立、1987年「北海道バーバリアンズ」に改名した[41]。北海道バーバリアンズラグビーアンドスポーツクラブが運営。全国クラブラグビーフットボール大会で4回優勝している。
- スクラム釜石バーバリアンズ - スクラム釡石（新日鐵釡石ラグビー部OB有志、釜石シーウェイブスの私設応援団、新日鐵本社ラグビー部などからなるNPO法人）によるover40チーム[42]。
- 千葉バーバリアンズ - 千葉市が拠点[43]。1986年創立。
- レッドバーバリアンズ - 明聖高等学校（千葉市）ラグビー部[44]。
- 渋谷バーバリアンズ - 東京都渋谷区を拠点に活動する高校生チーム。渋谷インターナショナルラグビークラブが運営[45]。
- 立命館大学バーバリアンズ - 立命館大学（京都市）公式ラグビーサークル[46]。
- 参丁目バーバリアンズ - 大阪府池田市の居酒屋「酒席 参丁目」[47]から誕生したクラブチーム[48]。
- 堺バーバリアンズ - SRCバーバリアンズとも名乗る[49]。大阪府堺市が拠点。1987年創立[50]。
- 三重バーバリアンズ - 2004年度・2005年度に東海地区の社会人チームとして活動した記録がある[51][52]。
- 宇部バーバリアンズ - 山口県宇部市が拠点。1975年「宇部クラブ」として創立。1993年「宇部バーバリアンズクラブ」に改名[53]。

### 慶應義塾體育會蹴球部の前身「バーバリアン」
慶応義塾大学のラグビー部である慶應義塾體育會蹴球部は、1899年（明治32年）に創立した日本初の日本人ラグビーチームであるが、1903年（明治36年）に体育会として認められるまでは「ゼ・バーベリアン（バーバリアン）」と「敷島クラブ」という2つの同好会だった。

## 日本選手からの選出
日本からは、1992年に林敏之がバーバリアンズに初選出された。4月と6月に計4試合に参加し、その中の1つ、6月6日にはモスクワでロシア戦に出場している。23-27でロシアに敗れた。
吉田義人も1992年に選ばれていたが、同時期にニュージーランドラグビー協会100周年記念試合の世界選抜に選出されたため、辞退した。
1996年には、元木由記雄（当時神戸製鋼所属）とアンドリュー・マコーミック（当時東芝府中所属）の2名が選出され、8月17日にスコットランドXVと対戦した。48-45でバーバリアンズ勝利。元木は当時日本代表キャプテンを務めており、その2年後にはマコーミックが日本代表キャプテンになりワールドカップ1999に出場した。
2014年には田中史朗が選出された。田中は左足に日本代表、右足に当時所属していたパナソニックのソックスを着用し、11月4日にレスター・タイガースと戦った。26-59でバーバリアンズが敗れた。
2015年には2人が選出。ホラニ龍コリニアシ（当時パナソニック所属）は5月28日のアイルランドXV戦に出場、22-21で勝利。藤田慶和（当時早稲田大学在籍）は5月31日のイングランドXV戦に出場し12-73で敗れた。藤田は、左足に早稲田大学、右足に東福岡高校のソックスを着用した。
女子バーバリアンズには、2019年に女子日本代表の齊藤聖奈と南早紀の2名が選出され、11月30日にウェールズのミレニアム・スタジアムで女子ウェールズ代表XVと対戦、29-15で勝利した。
2021年、ヨーロッパ遠征中の日本代表から中村亮土、垣永真之介、小瀧尚弘、堀越康介の4名が選ばれ、11月27日にイングランドのトゥイッケナム・スタジアムでサモア代表と対戦する予定だった。試合当日の新型コロナウイルス検査で、バーバリアンズの選手・スタッフ計6名の陽性が判明。試合直前に中止になった。
2023年5月28日、トゥイッケナム・スタジアムで世界選抜（WORLD XV）との対戦が行われ、東京サントリーサンゴリアスの山本凱が7番でフル出場した。山本は、両足とも慶應義塾のソックスを着用した。高橋汰地（トヨタヴェルブリッツ）は出場ならず、ウォーターボーイを務めた。リーグワンで活躍する外国人選手も参加し、SOでクウェイド・クーパー（花園近鉄ライナーズ）、WTBでテビタ・リー（東京サントリーサンゴリアス退団）、CTBでセタ・タマニバル（東芝ブレイブルーパス東京）が出場。対する世界選抜チームとして、WTBでイズラエル・フォラウ（浦安D-Rocks）、LOでハリー・ホッキングス（東京サントリーサンゴリアス）が出場した。
2023年9月から10月にかけて行われるクラブチームとの6試合について、LH小林賢太、HO中村駿太、FL下川甲嗣（以上、東京サントリーサンゴリアス）、NO8ファウルア・マキシ（クボタスピアーズ船橋・東京ベイ）、SH茂野海人、WTB高橋汰地（以上、トヨタヴェルブリッツ）、FB山中亮平（コベルコ神戸スティーラーズ）、CTBニコラス・マクカラン（東芝ブレイブルーパス東京）の8名が招待された。8月28日にコンディション不良でワールドカップ2023日本代表登録メンバーから離脱したヘルウヴェが加わり、下川甲嗣はワールドカップ日本代表へ登録された。
2024年6月22日にロンドンのトゥイッケナム・スタジアムで、バーバリアンズとフィジー代表が対戦。2023-24シーズンまで埼玉パナソニックワイルドナイツに所属し現役引退した堀江翔太がバーバリアンズに招集され、ラストプレイを行う。
2025年6月26日にケープタウン・スタジアムで南アフリカ共和国代表と対戦するバーバリアンズでは、監督がロビー・ディーンズ（埼玉WK監督）を務め、ジャパンラグビーリーグワンのチームからサム・ケイン（東京SG）、シャノン・フリゼル（BL東京）、ラクラン・ボーシェー（埼玉WK）が起用された。リーグワン次季2025-26シーズンに加入予定のピーター・ウマガ＝ジェンセン、マーク・テレアも招集された。

## 国際試合履歴
ここに掲げる表には、クラブチームとの対戦は含まれない。
「XV（正代表ではないチーム）」および「non cap（キャップ非対象）」の表記は、バーバリアンズ公式サイトの表記に従った。

### 男子バーバリアンズ
出典：
| 日付           | 得点 | 失点 | 対戦チーム                                                   | 開催地                                         | 都市         | 特記事項・出場日本選手など                                                                           |
| -------------- | ---- | ---- | ------------------------------------------------------------ | ---------------------------------------------- | ------------ | --- |
| 1915年4月17日  | 26   | 10   | ウェールズXV(non cap)                                        | カーディフ・アームズ・パーク                   | カーディフ   | 第一次世界大戦下における基金創設のため                                                               |
| 1948年1月31日  | 9    | 6    | オーストラリアXV                                             | カーディフ・アームズ・パーク                   | カーディフ   | |
| 1952年1月26日  | 3    | 17   | 南アフリカ共和国XV (non cap)                                 | カーディフ・アームズ・パーク                   | カーディフ   | 1951-52南アフリカラグビー協会ツアー                                                                  |
| 1954年2月20日  | 5    | 19   | ニュージーランドXV (non cap)                                 | カーディフ・アームズ・パーク                   | カーディフ   | |
| 1958年2月22日  | 11   | 6    | オーストラリアXV                                             | カーディフ・アームズ・パーク                   | カーディフ   | |
| 1958年5月28日  | 52   | 12   | イギリス領東アフリカXV                                       | RFUEAグラウンド                                | ナイロビ     | |
| 1961年2月4日   | 6    | 0    | 南アフリカ共和国XV(non cap)                                  | カーディフ・アームズ・パーク                   | カーディフ   | |
| 1962年11月17日 | 3    | 3    | カナダ                                                       | ゴスフォース・グレイハウンド・スタジアム       | ゴスフォース | |
| 1964年2月15日  | 3    | 36   | ニュージーランドXV(non cap)                                  | カーディフ・アームズ・パーク                   | カーディフ   | |
| 1967年1月28日  | 11   | 17   | オーストラリアXV                                             | カーディフ・アームズ・パーク                   | カーディフ   | |
| 1967年12月16日 | 6    | 11   | ニュージーランドXV (non cap)                                 | トゥイッケナム・スタジアム                     | ロンドン     | |
| 1969年5月26日  | 24   | 21   | ジンバブエ                                                   | ポリス・グラウンド                             | ハラレ       | |
| 1970年1月31日  | 12   | 21   | 南アフリカ共和国XV (non cap)                                 | トゥイッケナム・スタジアム                     | ロンドン     | |
| 1970年5月9日   | 17   | 33   | スコットランドXV (non cap)                                   | マレーフィールド・スタジアム                   | エディンバラ | 1970年コモンウェルスゲームズ協賛                                                                     |
| 1970年10月24日 | 9    | 29   | フィジーXV                                                   | ゴスフォース・グレイハウンド・スタジアム       | ゴスフォース | |
| 1973年1月27日  | 23   | 11   | ニュージーランドXV (non cap)                                 | カーディフ・アームズ・パーク                   | カーディフ   | |
| 1974年11月30日 | 13   | 13   | ニュージーランドXV(non cap)                                  | トゥイッケナム・スタジアム                     | ロンドン     | |
| 1976年1月24日  | 19   | 7    | オーストラリアXV                                             | カーディフ・アームズ・パーク                   | カーディフ   | |
| 1976年6月12日  | 29   | 4    | カナダ                                                       | ヨーク・スタジアム                             | トロント     | |
| 1977年9月10日  | 14   | 23   | ブリティッシュ・アンド・アイリッシュ・ライオンズXV (non cap) | トゥイッケナム・スタジアム                     | ロンドン     | 1997–98 Silver Jubilee Independence Cup                                                              |
| 1978年12月16日 | 16   | 18   | ニュージーランドXV(non cap)                                  | カーディフ・アームズ・パーク                   | カーディフ   | |
| 1983年3月26日  | 26   | 13   | スコットランドXV (non cap)                                   | マレーフィールド・スタジアム                   | エディンバラ | |
| 1984年12月15日 | 30   | 37   | オーストラリアXV                                             | カーディフ・アームズ・パーク                   | カーディフ   | |
| 1985年5月26日  | 23   | 15   | イタリアXV                                                   | スタディオ・フラミニオ                         | ローマ       | |
| 1988年11月26日 | 22   | 40   | オーストラリアXV                                             | カーディフ・アームズ・パーク                   | カーディフ   | |
| 1989年11月25日 | 10   | 21   | ニュージーランドXV (non cap)                                 | トゥイッケナム・スタジアム                     | ロンドン     | |
| 1990年9月29日  | 16   | 18   | イングランドXV (non cap)                                     | トゥイッケナム・スタジアム                     | ロンドン     | バーバリアンズ100周年記念試合                                                                        |
| 1990年10月6日  | 31   | 24   | ウェールズ                                                   | カーディフ・アームズ・パーク                   | カーディフ   | バーバリアンズ100周年記念試合                                                                        |
| 1990年11月17日 | 34   | 22   | アルゼンチンXV (non cap)                                     | カーディフ・アームズ・パーク                   | カーディフ   | バーバリアンズ100周年記念試合                                                                        |
| 1991年9月7日   | 16   | 16   | スコットランドXV (non cap)                                   | マレーフィールド・スタジアム                   | エディンバラ | バーバリアンズ100周年記念試合                                                                        |
| 1992年6月6日   | 23   | 27   | ロシア                                                       | ロコモティフ・スタジアム                       | モスクワ     | 林敏之出場                                                                                           |
| 1992年11月28日 | 20   | 30   | オーストラリアXV                                             | トゥイッケナム・スタジアム                     | ロンドン     | |
| 1993年12月4日  | 12   | 25   | ニュージーランドXV (non cap)                                 | カーディフ・アームズ・パーク                   | カーディフ   | |
| 1994年6月4日   | 21   | 23   | ジンバブエ                                                   | ポリス・グラウンド                             | ハラレ       | |
| 1994年12月3日  | 23   | 15   | 南アフリカ共和国XV (non cap)                                 | ランズダウン・ロード                           | ダブリン     | |
| 1996年5月18日  | 70   | 38   | アイルランドXV (non cap)                                     | ランズダウン・ロード                           | ダブリン     | The 1996 Peace International                                                                         |
| 1996年8月17日  | 45   | 48   | スコットランドXV (non cap)                                   | マレーフィールド・スタジアム                   | エディンバラ | Dunblane massacre 災害基金試合 元木由記雄、アンドリュー・マコーミック出場                            |
| 1996年8月24日  | 31   | 10   | ウェールズ                                                   | カーディフ・アームズ・パーク                   | カーディフ   | |
| 1996年12月7日  | 12   | 39   | オーストラリアXV                                             | トゥイッケナム・スタジアム                     | ロンドン     | |
| 2000年5月28日  | 31   | 30   | アイルランドXV (non cap)                                     | ランズダウン・ロード                           | ダブリン     | |
| 2000年5月31日  | 45   | 42   | スコットランドXV (non cap)                                   | マレーフィールド・スタジアム                   | エディンバラ | |
| 2000年8月12日  | 47   | 19   | ドイツ                                                       | アイレンリーデ・スタディオン                   | ハノーファー | ドイツラグビー協会100周年記念試合                                                                    |
| 2000年12月10日 | 31   | 41   | 南アフリカ共和国XV (non cap)                                 | ミレニアム・スタジアム                         | カーディフ   | |
| 2001年5月20日  | 40   | 38   | ウェールズXV (non cap)                                       | ミレニアム・スタジアム                         | カーディフ   | |
| 2001年5月24日  | 74   | 31   | スコットランドXV (non cap)                                   | マレーフィールド・スタジアム                   | エディンバラ | |
| 2001年5月27日  | 43   | 29   | イングランドXV (non cap)                                     | トゥイッケナム・スタジアム                     | ロンドン     | |
| 2001年11月28日 | 35   | 49   | オーストラリアXV                                             | ミレニアム・スタジアム                         | カーディフ   | |
| 2002年5月26日  | 29   | 53   | イングランドXV (non cap)                                     | トゥイッケナム・スタジアム                     | ロンドン     | |
| 2002年5月29日  | 40   | 25   | ウェールズXV (non cap)                                       | ミレニアム・スタジアム                         | カーディフ   | |
| 2002年6月1日   | 47   | 27   | スコットランドXV (non cap)                                   | マレーフィールド・スタジアム                   | エディンバラ | |
| 2003年5月25日  | 49   | 36   | イングランドXV (non cap)                                     | トゥイッケナム・スタジアム                     | ロンドン     | |
| 2003年5月28日  | 24   | 15   | スコットランドXV (non cap)                                   | マレーフィールド・スタジアム                   | エディンバラ | |
| 2003年5月31日  | 48   | 35   | ウェールズXV (non cap)                                       | ミレニアム・スタジアム                         | カーディフ   | |
| 2004年5月22日  | 40   | 33   | スコットランドXV (non cap)                                   | マレーフィールド・スタジアム                   | エディンバラ | |
| 2004年5月26日  | 0    | 42   | ウェールズXV (non cap)                                       | アシュトン・ゲート・スタジアム                 | ブリストル   | |
| 2004年5月30日  | 32   | 12   | イングランドXV (non cap)                                     | トゥイッケナム・スタジアム                     | ロンドン     | |
| 2004年6月10日  | 66   | 34   | ポルトガル                                                   | リスボン大学スタジアム                         | リスボン     | |
| 2004年12月4日  | 19   | 47   | ニュージーランドXV (non cap)                                 | トゥイッケナム・スタジアム                     | ロンドン     | |
| 2005年5月24日  | 9    | 38   | スコットランドXV (non cap)                                   | ピットドリー・スタジアム                       | アバディーン | |
| 2005年5月28日  | 52   | 39   | イングランドXV (non cap)                                     | トゥイッケナム・スタジアム                     | ロンドン     | |
| 2006年5月28日  | 19   | 46   | イングランドXV (non cap)                                     | トゥイッケナム・スタジアム                     | ロンドン     | |
| 2006年5月31日  | 19   | 66   | スコットランドXV (non cap)                                   | マレーフィールド・スタジアム                   | エディンバラ | |
| 2006年6月4日   | 28   | 19   | ジョージア                                                   | ミヘイル・メスヒ・スタジアム                   | トビリシ     | |
| 2007年5月19日  | 33   | 10   | チュニジア                                                   | スタッド・エル・メンザ                         | チュニス     | |
| 2007年6月23日  | 52   | 26   | スペイン                                                     | エスタディオ・マヌエル・マルティネス・バレーロ | エルチェ     | |
| 2007年12月1日  | 22   | 5    | 南アフリカ共和国XV (non cap)                                 | トゥイッケナム・スタジアム                     | ロンドン     | |
| 2008年5月24日  | 84   | 10   | ベルギー                                                     | ボードゥアン国王競技場                         | ブリュッセル | |
| 2008年5月27日  | 14   | 39   | アイルランドXV (non cap)                                     | キングスホルム・スタジアム                     | グロスター   | |
| 2008年6月1日   | 14   | 17   | イングランドXV (non cap)                                     | トゥイッケナム・スタジアム                     | ロンドン     | |
| 2008年12月3日  | 11   | 18   | オーストラリアXV                                             | ウェンブリー・スタジアム                       | ロンドン     | CRFU Cornwall Cup                                                                                    |
| 2009年5月3日   | 35   | 26   | イングランドXV (non cap)                                     | トゥイッケナム・スタジアム                     | ロンドン     | |
| 2009年6月6日   | 7    | 55   | オーストラリアXV                                             | シドニー・フットボール・スタジアム             | シドニー     | |
| 2009年12月5日  | 25   | 18   | ニュージーランドXV (non cap)                                 | トゥイッケナム・スタジアム                     | ロンドン     | |
| 2010年5月30日  | 26   | 35   | イングランドXV (non cap)                                     | トゥイッケナム・スタジアム                     | ロンドン     | |
| 2010年6月4日   | 29   | 23   | アイルランドXV (non cap)                                     | トモンド・パーク                               | リムリック   | |
| 2010年12月4日  | 26   | 20   | 南アフリカ共和国XV (non cap)                                 | トゥイッケナム・スタジアム                     | ロンドン     | |
| 2011年5月29日  | 38   | 32   | イングランドXV (non cap)                                     | トゥイッケナム・スタジアム                     | ロンドン     | |
| 2011年6月4日   | 31   | 28   | ウェールズ                                                   | ミレニアム・スタジアム                         | カーディフ   | ウェールズラグビー協会130周年記念試合                                                                |
| 2011年11月26日 | 11   | 60   | オーストラリアXV                                             | トゥイッケナム・スタジアム                     | ロンドン     | キリック・カップ                                                                                     |
| 2012年5月27日  | 26   | 57   | イングランドXV (non cap)                                     | トゥイッケナム・スタジアム                     | ロンドン     | キリック・カップ                                                                                     |
| 2012年5月29日  | 29   | 28   | アイルランドXV (non cap)                                     | キングスホルム・スタジアム                     | グロスター   | |
| 2012年6月2日   | 21   | 30   | ウェールズ                                                   | ミレニアム・スタジアム                         | カーディフ   | |
| 2013年5月26日  | 12   | 40   | イングランドXV (non cap)                                     | トゥイッケナム・スタジアム                     | ロンドン     | |
| 2013年6月1日   | 8    | 59   | ブリティッシュ・アンド・アイリッシュ・ライオンズXV (non cap) | 香港スタジアム                                 | 香港         | ブリティッシュ・アンド・アイリッシュ・ライオンズ オーストラリア遠征                                  |
| 2013年11月30日 | 43   | 17   | フィジーXV                                                   | トゥイッケナム・スタジアム                     | ロンドン     | キリック・カップ                                                                                     |
| 2014年6月1日   | 39   | 29   | イングランドXV (non cap)                                     | トゥイッケナム・スタジアム                     | ロンドン     | |
| 2014年11月1日  | 36   | 40   | オーストラリアXV                                             | トゥイッケナム・スタジアム                     | ロンドン     | キリック・カップ                                                                                     |
| 2015年5月28日  | 22   | 21   | アイルランドXV (non cap)                                     | トモンド・パーク                               | リムリック   | ホラニ龍コリニアシ出場                                                                               |
| 2015年5月31日  | 12   | 73   | イングランドXV (non cap)                                     | トゥイッケナム・スタジアム                     | ロンドン     | 藤田慶和出場                                                                                         |
| 2015年8月29日  | 27   | 24   | サモア                                                       | オリンピック・スタジアム                       | ロンドン     | |
| 2015年11月21日 | 31   | 49   | アルゼンチンXV (non cap)                                     | トゥイッケナム・スタジアム                     | ロンドン     | キリック・カップ                                                                                     |
| 2016年11月5日  | 31   | 31   | 南アフリカ共和国XV (non cap)                                 | ウェンブリー・スタジアム                       | ロンドン     | キリック・カップ                                                                                     |
| 2016年11月8日  | 71   | 0    | チェコ                                                       | マルケタ・スタジアム                           | プラハ       | チェコラグビー協会90周年記念                                                                         |
| 2016年11月11日 | 40   | 7    | フィジーXV                                                   | レイヴンヒル・スタジアム                       | ベルファスト | |
| 2017年5月28日  | 14   | 28   | イングランドXV (non cap)                                     | トゥイッケナム・スタジアム                     | ロンドン     | Old Mutual Wealth Cup                                                                                |
| 2017年10月28日 | 28   | 31   | オーストラリアXV                                             | アリアンツ・スタジアム                         | シドニー     | |
| 2017年11月4日  | 22   | 31   | ニュージーランドXV (non cap)                                 | トゥイッケナム・スタジアム                     | ロンドン     | キリック・カップ                                                                                     |
| 2017年11月10日 | 27   | 24   | トンガ                                                       | トモンド・パーク                               | リムリック   | |
| 2018年5月28日  | 63   | 45   | イングランドXV (non cap)                                     | トゥイッケナム・スタジアム                     | ロンドン     | Quilter Cup                                                                                          |
| 2018年12月1日  | 38   | 35   | アルゼンチンXV (non cap)                                     | トゥイッケナム・スタジアム                     | ロンドン     | キリック・カップ                                                                                     |
| 2019年6月2日   | 43   | 51   | イングランドXV (non cap)                                     | トゥイッケナム・スタジアム                     | ロンドン     | |
| 2019年11月16日 | 31   | 33   | フィジーXV                                                   | トゥイッケナム・スタジアム                     | ロンドン     | キリック・カップ                                                                                     |
| 2019年11月20日 | 47   | 22   | ブラジル                                                     | エスタジオ・ド・モルンビー                     | サンパウロ   | |
| 2019年11月30日 | 33   | 43   | ウェールズXV (non cap)                                       | ミレニアム・スタジアム                         | カーディフ   | |
| 2020年10月25日 | ―    | ―    | イングランドXV (non cap)                                     | トゥイッケナム・スタジアム                     | ロンドン     | 新型コロナウイルス感染症の世界的流行への対策規則違反により中止                                       |
| 2021年11月27日 | ―    | ―    | サモア                                                       | トゥイッケナム・スタジアム                     | ロンドン     | キリック・カップ 中村亮土、垣永真之介、小瀧尚弘、堀越康介選出 新型コロナウイルス陽性者発生のため中止 |
| 2022年6月19日  | 21   | 52   | イングランド                                                 | トゥイッケナム・スタジアム                     | ロンドン     | キリック・カップ                                                                                     |
| 2022年11月13日 | 35   | 31   | イングランド                                                 | トッテナム・ホットスパー・スタジアム           | ロンドン     | キリック・カップ                                                                                     |
| 2023年5月28日  | 48   | 42   | 世界選抜(World XV)                                           | トゥイッケナム・スタジアム                     | ロンドン     | キリック・カップ 日本での表記名はラグビードリームマッチ2023。山本凱が出場。                          |
| 2024年6月22日  | 45   | 32   | フィジー                                                     | トゥイッケナム・スタジアム                     | ロンドン     | キリック・カップ 堀江翔太が出場。                                                                    |
| 2025年6月28日  | 7    | 54   | 南アフリカ共和国                                             | ケープタウン・スタジアム                       | ケープタウン | [ 92 ]                                                                                               |
| 日付           | 得点 | 失点 | 対戦チーム                                                   | 開催地                                         | 都市         | 特記事項・出場日本選手など                                                                           |

### 女子バーバリアンズ
出典：
| 対戦チーム                   | 得点 | 失点 | 日付       | 開催地                     | 都市                               | 特記事項・出場日本選手名                     |
| ---------------------------- | ---- | ---- | ---------- | -------------------------- | ---------------------------------- | -------------------------------------------- |
| アメリカ女子イーグルス       | 34   | 33   | 2019-04-26 | Infinity Park              | グレンデール (コロラド州) (英語版) |                                              |
| イングランド女子             | 14   | 40   | 2019-06-02 | トゥイッケナム・スタジアム | ロンドン                           |                                              |
| ウェールズ女子XV(non cap)    | 29   | 15   | 2019-11-30 | ミレニアム・スタジアム     | カーディフ                         | 齊藤聖奈、南早紀出場                         |
| ラグビー女子南アフリカ代表XV | 60   | 5    | 2021-11-27 | トゥイッケナム・スタジアム | ロンドン                           | 男子の試合が中止になり、時間を繰り上げて実施 |

## 国際試合（対戦チーム別 勝敗数）
「XV」および「non cap」の表記は、バーバリアンズ公式サイトの表記に従った。

### 男子バーバリアンズ
| 対戦チーム                                       | 試合数 | 勝 | 負 | 分 | 勝率  | 対戦 最終年 |
| ------------------------------------------------ | ------ | -- | -- | -- | ----- | ----------- |
| アイルランドXV(non cap)                          | 6      | 5  | 1  | 0  | 83.3% | 2015        |
| アルゼンチンXV(non cap)                          | 3      | 2  | 1  | 0  | 66.7% | 2018        |
| イギリス領東アフリカXV                           | 1      | 1  | 0  | 0  | 100%  | 1958        |
| イタリアXV                                       | 1      | 1  | 0  | 0  | 100%  | 1985        |
| イングランドXV(non cap)                          | 18     | 8  | 10 | 0  | 44.4% | 2019        |
| ウェールズ                                       | 4      | 3  | 1  | 0  | 75%   | 2012        |
| ウェールズXV(non cap)                            | 6      | 4  | 2  | 0  | 66.7% | 2019        |
| オーストラリアXV                                 | 14     | 3  | 11 | 0  | 21.4% | 2017        |
| カナダ                                           | 2      | 1  | 0  | 1  | 50%   | 1976        |
| サモア                                           | 1      | 1  | 0  | 0  | 100%  | 2015        |
| ジョージア                                       | 1      | 1  | 0  | 0  | 100%  | 2006        |
| ジンバブエ                                       | 2      | 1  | 1  | 0  | 50%   | 1994        |
| スコットランドXV(non cap)                        | 11     | 6  | 4  | 1  | 54.5% | 2006        |
| スペイン                                         | 1      | 1  | 0  | 0  | 100%  | 2007        |
| チェコ                                           | 1      | 1  | 0  | 0  | 100%  | 2016        |
| チュニジア                                       | 1      | 1  | 0  | 0  | 100%  | 2007        |
| ドイツ                                           | 1      | 1  | 0  | 0  | 100%  | 2000        |
| トンガ                                           | 1      | 1  | 0  | 0  | 100%  | 2017        |
| ニュージーランドXV(non cap)                      | 11     | 2  | 8  | 1  | 18.2% | 2017        |
| フィジーXV                                       | 4      | 2  | 2  | 0  | 50%   | 2019        |
| ブラジル                                         | 1      | 1  | 0  | 0  | 100%  | 2019        |
| ブリティッシュ・アンド・アイリッシュ・ライオンズ | 2      | 0  | 2  | 0  | 0%    | 2013        |
| ベルギー                                         | 1      | 1  | 0  | 0  | 100%  | 2008        |
| ポルトガル                                       | 1      | 1  | 0  | 0  | 100%  | 2004        |
| 南アフリカ共和国XV(non cap)                      | 9      | 4  | 4  | 1  | 44.4% | 2025        |
| ロシア                                           | 1      | 0  | 1  | 0  | 0%    | 1992        |